# Курорт «Солониха»
Курорт «Солониха» — деревня в Красноборском районе Архангельской области. Входит в состав Телеговского сельского поселения.

## География
Находится в юго-восточной части Архангельской области на расстоянии приблизительно 5 км на юг-юго-восток по прямой от административного центра района Красноборск в долине речки Евда.

## История
Санаторий «Солониха» основан в 1922 году художником А.Борисовым. Ныне[когда?]

 он продолжает действовать.

## Население
Численность населения: 134 человека (русские 94 %) в 2002 году, 98 в 2010.